# دينيس أبليزين
دينيس ميخائيلوفيتش أبليزين (بالروسية: Денис Михайлович Аблязин ، من مواليد 3 أغسطس 1992) لاعبة جمباز فنية روسية، حصل على ميدالية سبع مرات في الألعاب الأولمبية، فاز بالميدالية الفضية في القفز والبرونزية في الأرضية في أولمبياد لندن 2012. في أولمبياد ريو دي جانيرو 2016 ، فاز بالميدالية الفضية مع فريق الرجال الروسي ، وفضية في الوثب والبرونزية في الحلقات.